# Кулинченко, Станислав Владимирович
Станислав Владимирович Кулинченко (род. 19 апреля 1971, Узбекистан) — российский гандболист, заслуженный мастер спорта России, олимпийский чемпион (2000).
Выступал за клубы «Полёт» (Челябинск), СКИФ (Краснодар), HC «EMPOR» (Rostock), TSG «Bielefeld» (оба — Германия), «Загреб» (Хорватия), «Целе» (Словения), «Магдебург» (Германия), «HONDA Suzuka» (Япония), «Superfund Hard» (Австрия).
Бронзовый призёр Чемпионата мира среди юниоров 1990 года (на этом турнире Станислав был признан лучшим игроком чемпионата).
В сборную команду России вошёл в 1992 году. Чемпион мира 1997 года. Чемпион Олимпийских игр 2000 года в Сиднее. Серебряный призёр Чемпионата мира 1999. Чемпион Европы 1996 и серебряный призёр ЧЕ-1994.
Обладатель Суперкубка 1999 года (Германия), чемпион Хорватии 2000 года, обладатель Кубка Хорватии 2000 года, чемпион Словении 2001 года, обладатель Кубка Словении 2001 года, 3-кратный чемпион Японии 2002—2004 годы, обладатель Кубка Австрии 2005 года.
После окончания карьеры являлся генеральным директором женского гандбольного клуба «Кубань» (Краснодар). По состоянию на 2022 год — директор СШОР № 9 города Краснодар.

## Награды
- Орден Дружбы (2000)